# 麦迪逊-李·韦舍
麦迪逊-李·韦舍（英語：Maddison-Lee Wesche，1999年6月13日—），新西兰女子田径运动员，主攻铅球，2022年英联邦运动会女子铅球铜牌得主、2024年夏季奥林匹克运动会女子铅球银牌得主。